# Incilius bocourti
Incilius bocourti (sapo de Bocourt o sapo centroamericano) es una especie de anfibios de la familia Bufonidae: Se distribuye por el estado de Chiapas (México) y Guatemala.
Su hábitat natural son las tierras altas cubiertas por bosques de coníferas.